# 19 septembre dans les chemins de fer
19 août 19 octobre
Chronologies thématiques
- Croisades
- Sports
- Disney

Cette page concerne les événements qui se sont déroulés un 19 septembre dans les chemins de fer.

## Événements

### XIXesiècle
- 1880.  France :   ouverture de la section Challans - La Roche-sur-Yon de la ligne Nantes - La Roche-sur-Yon par Challans (réseau de l'État).

- 1886.  France :   la ligne Voujeaucourt - Saint-Hippolyte est inaugurée par le PLM.

### XXesiècle
- 1972. Pérou : création de l'entreprise nationale des chemins de fer du Pérou (Enafer, impresa nacional de ferrocarriles del Peru).
- 1986. Royaume-Uni : deux Intercity 125 ou HST (un reliant Londres à Manchester et l'autre Liverpool à Londres) entrent en collision près de Rugeley en Angleterre : la seule victime est le conducteur d'un des deux trains.
- 1997 : Un train de marchandises et un train de voyageurs se percutent en gare de Southall à l'ouest de Londres en faisant 7 morts.